# Клеј Сентер (Охајо)
Клеј Сентер (енгл. Clay Center) град је у америчкој савезној држави Охајо.

## Демографија
По попису из 2010. године број становника је 276, што је 18 (-6,1%) становника мање него 2000. године.
| Група             | 2000.       | 2010.       |
| Белци             | 281 (95,6%) | 259 (93,8%) |
| Афроамериканци    | 0 (0,0%)    | 0 (0,0%)    |
| Азијати           | 0 (0,0%)    | 0 (0,0%)    |
| Хиспаноамериканци | 13 (4,4%)   | 16 (5,8%)   |
| Укупно            | 294         | 276         |